# Tobias Gard
Tobias Anders Gard, född 13 april 1981 i Taberg i Månsarps församling, Jönköpings län, är en svensk bibliotekarie och författare av skräckberättelser för barn. Han har gett ut böcker om Korpmannen, Knackaren och Getmannen.
Tobias Gard är uppvuxen i Taberg utanför Jönköping och utbildade sig efter gymnasiet till bibliotekarie. I arbetet som barnbibliotekarie noterade han bristen på lättlästa skräckberättelser skrivna för barn och att fanns ett behov av detta bland barnen som besökte biblioteket. För att råda bot på detta startade han 2015 podden "Död mans pod". Ett bokförlag hörde så småningom av sig och ville att han skulle skriva ner sina spökhistorier så att de kunde ge ut dem. Gard författardebuterade 2019 med boken Knackaren och andra rysliga berättelser. Han har sedan gett ut fler böcker och blandar gärna skräck med humor, som till exempel i Getmannen som kom 2021. Tobias Gard använder en särskild metod för att väcka barns läslust och har gett ut en bok på det temat tillsammans med Hülya Basaran. Han mottog Svensklärarföreningen Sciras hederspris 2017.
Tobias Gard bor tillsammans med sin familj i Trollhättan.